# Mogwai
Mogwai (transkr. Mogvaj) škotska je muzička grupa iz Glazgova. Smatra se jednim od najuticajnijih i najpoznatijih sastava post-rok žanra.

## Članovi

### Sadašnji
- Stjuart Brejtvejt — gitara, bas-gitara, vokal (1995—)
- Dominik Ejčison — bas-gitara, gitara (1995—)
- Martin Bulok — bubanj (1995—)
- Bari Berns — gitara, klavijature, sintesajzer, flauta, vokal (1998—)

### Bivši
- Brendan O’Her — klavijature, gitara (1997)
- Džon Kamings — gitara, programiranje, bubanj, klavijature (1995—2015)

## Diskografija
| - (1997) - (1999) - (2001) - (2003) - (2006) - (2008) - (2011) - (2014) - (2017) - (2021) - (2025) - (1997) - (1998) - (1998) - (1999) - (2001) - (2001) - (2001) - (2006) - (2008) - (2011) - (2012) - (2014) | - (2006) - (sa Klintom Manselom i grupom ) (2006) - (2013) - (2016) - (sa Trentom Reznorom, Atikusom Rosom i Gustavom Santaolaljom) (2016) - (2018) - (2020) - (2010) - (2011) - (2020) - (1997) - (2000) - (2005) - (2015) - (1998) - (2012) |

## Nagrade i nominacije
- Nagrada Merkjuri

| Godina | Kategorija   | Nominovano delo | Ishod      |
| ------ | ------------ | --------------- | ---------- |
| 2021.  | Album godine |                 | Nominacija |

## Spoljašnje veze
- Zvanični veb-sajt
- na sajtu
- na sajtu
- na sajtu
- na sajtu
- na sajtu